# Assassin's Creed: Desert Oath
Assassin's Creed: Desert Oath è un romanzo scritto da Oliver Bowden (Anton Gill). Narra la vita di Bayek di Siwa prima degli avvenimenti del videogioco Assassin's Creed: Origins.

## Trama
Il libro inizia con Emsaf, un fattore che in realtà è uno degli ultimi tre discendenti della dinastia medjay insieme ad Aya e a Bayek (il protagonista del gioco). Un giorno, a Emsaf viene ordinato di raggiungere Hemon, anziano dei Medjay, e lascia così sua moglie Merti e il figlioletto Ebe a Heebnou. Poco dopo, però, Bion, assassinio dell'Ordine degli Antichi mandato per eliminare la stirpe dei medjay, giunge a casa di Emsaf; non trovandolo, si limita a uccidere la moglie e il figlio per poi installare una trappola. Emsaf, che già nel mezzo del deserto aveva compreso di essere pedinato da un sicario, raggiunge la sua casa, trova i corpi della sua famiglia e colpisce quello che crede essere Bion e si rivela invece il cadavere di un mercante che fungeva da esca. Bion trafigge Emsaf alle spalle alla schiena, paralizzandolo, e lo interroga su dove si trovano gli ultimi medjay, ma poi, capendo di non poterne cavare nulla, lo uccide.
Due settimane prima, Bayek e Aya vengono a sapere che Emsaf sta per lasciare Siwa, la loro città natale. Nonostante le proteste, Sabu, il padre di Bayek, parte dopo aver ricevuto un messaggio da un uomo con gli occhi azzurri, senza però salutare Aya. In un flashback Bayek ricorda la notte in cui suo padre e sua madre sventarono il tentativo di assassinio di Menna, un noto predone; deciso a trovare il padre e scoprire il messaggio, parte attraverso il deserto, praticando le sue abilità di sopravvivenza, e viaggiando lungo il Nilo arriva fino alla città di Zawty, quasi perdendosi nei meandri della città. Qui incontra e si fa aiutare da Tuta, un monello che diviene la sua ombra, e che Bayek assume per aiutarlo a trovare lo sconosciuto messaggero dagli occhi azzurri. Sabu incontra Sabestet, figlio dell'anziano Hemon, e gli viene detto di controllare Emsaf a Ipou, in quanto Hemon sospetta che il nemico stia agendo nell'ombra. Tuta trova il messaggero e organizza un incontro tra quest'ultimo e Bayek; tradisce però entrambi gli stranieri, facendoli finire in un'imboscata di suo padre. Mentre Bayek sopravvive allo scontro, il messaggero soccombe e prima di morire rivela a Bayek il messaggio dato.
Bayek rintraccia Tuta e suo padre a casa loro, dove il padre si sta riprendendo dalle ferite subite nell'imboscata. Bayek recupera i soldi che gli erano stati rubati e incoraggia Tuta a scappare, ma il padre si sveglia e li attacca, prima di essere fermato da Aya, che scappa nel deserto insieme a Tuta e Bayek. A cena, Bayek e Aya fanno pace dopo la muta scomparsa di Bayek, e Tuta giura di guidarli attraverso Tebe, la loro prossima destinazione. Sabu intanto incontra Sabestet e Hemmon, concordando con loro la necessità di un nuovo esercito per combattere l'Ordine, e Bayek viene scelto per essere uno di loro. L'ex soldato Raia e l'antico studioso Theotimos si incontrano ad Alessandria per discutere della questione dei Medjay. Raia ingaggia Bion, il sicario visto a inizio libro; quest'ultimo, ricordando un momento in cui Raia gli ha salvato la vita mentre entrambi stavano facendo la guardia a un principino, decide di fare il lavoro di Raia per ripagare il debito. Aya e Bayek aspettano fuori dalla fatiscente Tebe in attesa del ritorno di Tuta, che avviene dopo quattro giorni nonostante le preoccupazioni di Aya. Una volta compiuto il delitto nel prologo, Bion consegna il medaglione medjay di Emsaf a Raia, dopo di che interroga e uccide il di lui traduttore e sua moglie.
Aya e Bayek vengono presentati alla madre di Tuta, Imi, e alla sorella Kiya, che li indirizzano dalla sacerdotessa Nitokris come prossima tappa del loro viaggio. La sacerdotessa Nitokris suggerisce che Bayek potrebbe divenire un protettore più importante della sola Siwa; aggiunge anche che il Medjay serve Amon che governa ascoltando i poveri e incarna Maat, la divinità della giustizia, implicando notevoli responsabilità nel medjay. Aya e Bayek trovano la loro vecchia amica Khensa e la sua tribù in una tomba sconsacrata nella necropoli di Tebe; Khensa conduce Bayek alla sua tribù devastata e in declino, e informa Bayek che anche suo padre è un Medjay. Una volta descritti i Medjay come credenti nell'onorare la tradizione, cambiandola in meglio e rispettando gli altri senza essere egoisti, Khensa conduce Bayek al campo di Menna, dove scoprono che l'esploratore Neka è stato imprigionato; Seti, uno dei membri della tribù di Khensa, la convince a portare con sé Bayek e Aya per salvarlo. Il compito riesce, e il gruppo sfida e pone fine alla vita di Menna. Intanto, dopo alcune ricerche, Bion riesce a scovare Sabestet e l'anziano Hemon, e uccide entrambi dopo essersi fatto rivelare la posizione di Sabu. Tuta rincontra suo padre per le strade di Tebe, poi cerca di avvisare la famiglia del pericolo ma non viene creduto. A seguito di un successivo incontro, Tuta viene ucciso dal padre, ma Bayek lo viene a sapere e uccide l'altro. In seguito Bayek, Aya e Khensa riescono a carpire informazioni sulla possibilità che Sabu sia prigioniero nel tempio di Khnum. Con uno stratagemma, i tre lo liberano, ma subito si rendono conto che Sabu, sapendo di essere un bersaglio per l'ordine, aveva fatto imprigionare un suo sostituto, in attesa dalla mossa del sicario Bion. Dopo un primo momento di chiarimenti, Bion agisce, ma rimane gravemente ferito.
Quattro anni dopo, il gruppo continua la fuga da Bion. Bayek decide di dichiararsi ad Aya, ma quest'ultima rifiuta la proposta di matrimonio decidendo di tornare alla sua città natale. Durante la strada del ritorno, Aya incontra dei ladri di cavalli e viene aiutata da Bion, il killer che aveva cercato di uccidere Sabu. L'addestramento di Bayek continua, fino a quando in uno scontro nel deserto Sabu muore per le ferite inflittegli da Bion. Dopo la morte del padre, Bayek ritorna all'oasi di Siwa, dove rincontra Aya e Bion. Ne segue una battaglia tra Bayek e Aya contro il sicario, e quest'ultimo, nel tentativo di destabilizzarlo, rivela che Aya è incinta; invece di abbassare la guardia, però, Bayek trafigge mortalmente Bion, il quale, prima di morire, gli rivela il luogo dove si nasconde il suo benefattore Raia. Poco dopo, Bayek sposa Aya e diventa il protettore di Siwa, e ben presto i due avranno un figlio, Khemu. Anni dopo, Bayek ucciderà Raia nella propria casa, assicurando così il prosieguo della dinastia dei Medjay.

## Edizioni
- Oliver Bowden, Assassin's Creed: Desert Oath, traduzione di Tulio Dobner, 1ª ed., Cles, Sperling & Kupfer, 2018  [2017],  p. 376.